# 2037
2037 рік — невисокосний рік за григоріанським календарем, що починається в четвер.

## Очікувані події
- NASA планує до 2037 року висадку людини на Марс.[джерело?]

### Астрономічні явища
- 16 січня — часткове сонячне затемнення.[1]
- 31 січня — зближення Землі з астероїдом 2002 OD20.
- 13 липня — повне сонячне затемнення.[1]
- 29 липня — зближення Землі з астероїдом 2002 LT38.